# Tadahiro Nomura
Tadahiro Nomura, född den 10 december 1974 i Kōryō, Japan, är en japansk judoutövare.
Han tog OS-guld i herrarnas extra lättvikt i samband med de olympiska judotävlingarna 1996 i Atlanta.
Han tog OS-guld igen i herrarnas extra lättvikt i samband med de olympiska judotävlingarna 2000 i Sydney.
Han tog därefter sitt tredje OS-guld i samma gren i samband med de olympiska judotävlingarna 2004 i Aten.